# Ljudmil Stojanov
Ljudmil Stojanov, pseudonimo di Georgi Zlatarev (Kovachevitsa, 6 febbraio 1888 – Sofia, 11 aprile 1973), è stato un poeta e scrittore bulgaro.

## Biografia
Suo padre era un maestro di scuola elementare e viveva in umili condizioni. Dopo aver studiato a Plovdiv  inizia la sua attività letteraria con la poesia popolare,  nel 1905 la sua prima raccolta.
Termina gli studi dopo una pausa lavorativa, per via della povertà in cui giaceva la sua famiglia, si trasferì dunque a Sofia  trovando impiego come operaio in una fabbrica di mattoni, poi in un giornale come correttore di bozze prima e recensore in un secondo tempo.
Intanto, malgrado le difficoltà della vita, prosegue l'attività letteraria dello scrittore che, nel pieno dell'evoluzione, entra in contatto spirituale coi maggiori movimenti letterari europei, come il
Esponente del simbolismo, dal quale eredita una facoltà espressiva moderna e pregnante, anche se inevitabilmente evasiva di fronte ai problemi di fondo dell'uomo e della società.
Viene arruolato nella guerra balcanica (1912-1913),  e poi nella prima guerra mondiale,  dove svolge attività di corrispondente militare
Inizialmente tendente più al lato estetico, tende al lato reale della vita, alla tragedia dei tempi vissuti, tutti tempi dominanti nel romanzo Colera.
Collaborò con le riviste Iperion e Bilancia, dove condannava la guerra tornando ai suoi cari temi del simbolismo, ma nello stesso tempo innalza la sua protesta umana contro gli orrori della guerra. La rivolta del settembre 1923 e altre episodi sanguinari confermeranno in lui la sua volontà di rappresentare il realismo.

## Opere principali

### Raccolte liriche
- Spada e parole (1913)
- Visioni al crocevia, (1914)
- Vita terrena, (1940)

### Racconti
- Animi femminili, (1929)
- La pietà di Marte
- Frusta di Dio.

### Romanzi
- Colera, (1935)
- Mehmed Sinap(1936)
- Alba, (1945)